# Theodor Hartig
Theodor Hartig (Dillenburg, 21 februari 1805 - Braunschweig, 26 maart 1880) was een Duitse bosbouwbioloog, entomoloog en botanicus.
Hartig werd opgeleid in Berlijn (1824-1827), en was achtereenvolgens docent en hoogleraar in de bosbouw aan de universiteit van Berlijn (1831-1838) en aan het Carolinum, Braunschweig. Hartig was de eerste die zeefvaten of zeefcellen in het floëem van planten ontdekte en beschreef in 1837. Zijn auteursafkorting in zoölogische verhandelingen is Hartig. Behalve botanicus was hij ook entomoloog en hij beschreef in die hoedanigheid vele soorten galwespen.

## Een aantal publicaties
- met Georg Ludwig Hartig (zijn vader) schreef hij: Forstliches und forstnaturwissenschaftliches Conversations-Lexikon : ein Handbuch für Jeden, der sich für das Forstwesen und die dazu gehörigen Naturwissenschaften interessirt. Naucksche Buchhandlung, Berlin 1834.
- Die Aderflügler Deutschlands: mit besonderer Berücksichtigung ihres Larvenzustandes und ihres Wirkens in Wäldern und Gärten für Entomologen, Wald-und Gartenbesitzer. Haude und Spener, Berlin 1837.
  - Deel 1: Die Familien der Blattwespen und Holzwespen nebst einer allgemeinen Einleitung zur Naturgeschichte der Hymenopteren. Haude und Spener, Berlin 1860.
- Beiträge zur Entwickelungsgeschichte der Pflanzen., Berlin 1843, .
- Vollständige naturgeschichte der forstlichen culturpflanzen Deutschlands., Berlin 1851.
- met Georg Ludwig Hartig, Robert Hartig: Lehrbuch für Förster und für die, welche es werden wollen. J.G. Cotta, Stuttgart 1877.
  - Deel 1: Luft-, Boden- und Pflanzenkunde in ihrer Anwendung auf Forstwirtschaft: Für alle Freunde und Pfleger der wissenschaftlichen Botanik. J.G. Cotta, Stuttgart 1877.
- Anatomie und Physiologie der Holzpflanzen. Dargestellt in der Entstehungsweise und im Entwickelungsverlaufe der Einzelzelle, der Zellsysteme, der Pflanzenglieder und der Gesamtpflanze. Springer Verlag, Berlin 1878.

- Author citation (botany): Hartig
- Stuttgart Database of Scientific Illustrators 1450–1950: 7461
- Gemeinsame Normdatei: 116490810
- International Standard Name Identifier: 0000 0001 0990 3626
- Library of Congress Control Number: n88132959
- Nationale Bibliotheek van Israël: 987007278138505171
- Nationale Bibliotheek van Polen: a0000001230269
- Nederlandse Thesaurus van Auteursnamen: 124829546
- Istituto Centrale per il Catalogo Unico: PAVV057594
- SNAC: w6k51g4s
- Système universitaire de documentation: 17614207X
- Virtual International Authority File: 77068751
- WorldCat: E39PBJmTqBWybwXKfQ6hvhF9Xd